# Tonbridge
Tonbridge (udtales Tunbridge som også er den historiske stavemåde) er en købstad i det engelske county Kent, med et befolkningstal på 38.657 (2011). Byen ligger ved floden Medway omkring 6 km nord for Royal Tunbridge Wells, 19 km sydvest for Maidstone og 47 km sydøst for  London. Den tilhører det administrative borough kaldet Tonbridge and Malling med i alt 120.805 indbyggere (i 2011).
Der findes adskillige selvstændige uddannelsesinstitutioner i byen, heriblandt den prestigefyldte Tonbridge School. Byen nævnes i Domesday Book fra 1087 som Tonebridge. Lige efter den normanniske erobring af England i 1066 blev Tonbridge Castle grundlagt. Den er siden blev udbygget adskillige gange, men fremstår i dag som en ruin.

## Kendte personer
Den berømte botaniker og fotograf Anna Atkins er født i Tonbridge i 1799.